# Gerard Tlali Lerotholi
Gerard Tlali Lerotholi (Mokhotlong, 12 febbraio 1954) è un arcivescovo cattolico lesothiano, dal 30 giugno 2009 arcivescovo metropolita di Maseru.

## Biografia
Gerard Tlali Lerotholi è nato nella missione di San Giacomo a Mokhotlong e appartiene alla stirpe reale lesothiana.

### Formazione e ministero sacerdotale
Nel 1975 è entrato nel noviziato dei Missionari oblati di Maria Immacolata a Quthing. Il 25 gennaio 1976 ha emesso la prima professione. Ha studiato filosofia al seminario maggiore "Sant'Agostino" a Roma (Maseru) e teologia alla Pontificia Università Gregoriana a Roma. Successivamente ha conseguito la licenza in Sacra Scrittura al Pontificio Istituto Biblico. Nel 1982 ha emesso la professione solenne.
Il 3 gennaio 1982 è stato ordinato presbitero. In seguito è stato professore al seminario maggiore "Sant'Agostino" a Roma (Maseru) dal 1982 al 1987. Nel 1987 è stato inviato in Canada per studi. Nel 1995 ha conseguito il dottorato in sacra teologia presso l'Università San Paolo di Ottawa. Dal 1995 al 1999 è stato assistente in una casa del suo ordine in Canada. Tornato in patria è stato professore all'Università Nazionale del Lesotho a Roma (Maseru), membro del consiglio superiore dell'ateneo; superiore del Pius XII College House; professore al seminario "Sant'Agostino" e cappellano cattolico dell'Università nazionale.

### Ministero episcopale
Il 30 giugno 2009 papa Benedetto XVI lo ha nominato arcivescovo metropolita di Maseru. Ha ricevuto l'ordinazione episcopale il 12 settembre successivo dall'arcivescovo emerito di Maseru Bernard Mohlalisi, co-consacranti il vescovo di Qacha's Nek Evaristus Thatho Bitsoane e il vescovo emerito di Mohale's Hoek Sebastian Koto Khoarai. Il 29 giugno 2010 il papa gli ha imposto il pallio, simbolo degli arcivescovi metropoliti, durante una celebrazione svoltasi nella basilica di San Pietro in Vaticano.
Ha partecipato alla II assemblea speciale per l'Africa del Sinodo dei vescovi che ha avuto luogo nella Città del Vaticano dal 4 al 25 ottobre 2009 sul tema "La Chiesa in Africa a servizio della riconciliazione, della giustizia e della pace. Voi siete il sale della terra ... Voi siete la luce del mondo (Mt 5, 13.14)". In quell'assise ha parlato di come le elezioni nel suo paese siano state spesso seguite da disordini sociali poiché i risultati sono stati contestati e che "al Consiglio delle Chiese cristiane del Lesotho viene chiesto di mediare" e "spesso è la Chiesa cattolica che svolge il ruolo più importante nella risoluzione dei conflitti nel Lesotho". Ha partecipato anche alla III assemblea generale straordinaria del Sinodo dei vescovi che ha avuto luogo nella Città del Vaticano dal 5 al 19 ottobre 2014 sul tema "Le sfide pastorali della famiglia nel contesto dell'evangelizzazione" e alla XIV assemblea generale ordinaria del Sinodo dei vescovi che ha avuto luogo nella Città del Vaticano dal 4 al 25 ottobre 2015 sul tema "La vocazione e la missione della famiglia nella Chiesa e nel mondo contemporaneo".
Dal maggio del 2011 al 2019 è stato presidente della Conferenza dei vescovi cattolici del Lesotho.
Nell'aprile del 2015 ha compiuto la visita ad limina.
L'11 novembre 2019 papa Francesco lo ha nominato membro del Pontificio consiglio della cultura e il 18 febbraio 2023 membro del Dicastero per la Cultura e l’Educazione.

## Genealogia episcopale e successione apostolica
La genealogia episcopale è:
- Cardinale Scipione Rebiba
- Cardinale Giulio Antonio Santori
- Cardinale Girolamo Bernerio, O.P.
- Arcivescovo Galeazzo Sanvitale
- Cardinale Ludovico Ludovisi
- Cardinale Luigi Caetani
- Cardinale Ulderico Carpegna
- Cardinale Paluzzo Paluzzi Altieri degli Albertoni
- Papa Benedetto XIII
- Papa Benedetto XIV
- Papa Clemente XIII
- Cardinale Marcantonio Colonna
- Cardinale Giacinto Sigismondo Gerdil, B.
- Cardinale Giulio Maria della Somaglia
- Cardinale Carlo Odescalchi, S.I.
- Cardinale Costantino Patrizi Naro
- Cardinale Lucido Maria Parocchi
- Papa Pio X
- Papa Benedetto XV
- Papa Pio XII
- Cardinale Eugène Tisserant
- Papa Paolo VI
- Cardinale Agostino Casaroli
- Arcivescovo Ambrose Battista De Paoli
- Arcivescovo Bernard Mohlalisi, O.M.I.
- Arcivescovo Gerard Tlali Lerotholi, O.M.I.

La successione apostolica è:
- Vescovo Joseph Mopeli Sephamola, O.M.I. (2013)